# Lakhmu Fossae
Le Lakhmu Fossae sono una struttura geologica della superficie di Ganimede.